# Ausgerechnet Zoé
Ausgerechnet Zoé ist ein deutsch-schweizerischer Film von Markus Imboden aus dem Jahr 1994. In der Hauptrolle ist Nicolette Krebitz zu sehen.

## Handlung
Als Zoé erfährt, dass sie AIDS hat, beginnt sie ein Leben auf der Überholspur und versucht, andere anzustecken, indem sie ungeschützten Verkehr mit ihnen hat. Nur ihr eigenes Leben ist für sie noch von Bedeutung, sie wird rücksichtslos auch ihrer Freundin gegenüber, denn sie ist diejenige, die bald sterben wird – denkt sie. Doch der Tod hat manchmal andere Pläne.

## Kritik
„Eine dramatische Geschichte, die zu einem spannenden, erstaunlich unverklemmten, bisweilen sogar komödiantischen Spiel geformt wurde, das dem Ernst seiner Thematik jedoch immer gerecht wird, nach überraschenden Antworten sucht und zu einem Plädoyer der Hoffnung wird.“

„Ein gelungenes TV-Drama mit glänzenden Darstellerleistungen, von Markus Imboden mit viel Fingerspitzengefühl in Szene gesetzt. In der Rolle der jungen Zoé glänzt Nicolette Krebitz, die die Figur mit einer derartigen Intensität verkörpert, das sie dafür vollkommen zu Recht den Grimme-Preis erhielt.“

## Hörfilm
Der Norddeutsche Rundfunk produzierte 2006 eine Hörfilmfassung für Fernsehausstrahlungen. Sprecher der Bildbeschreibung ist Konstantin Graudus.

## Auszeichnungen
- 1995: Adolf-Grimme-Preis für Markus Imboden, Rainer Klausmann, Henry Arnold, Nicolette Krebitz
- 1995: Telestar für Nicolette Krebitz